# Tsavo (Nashorn)

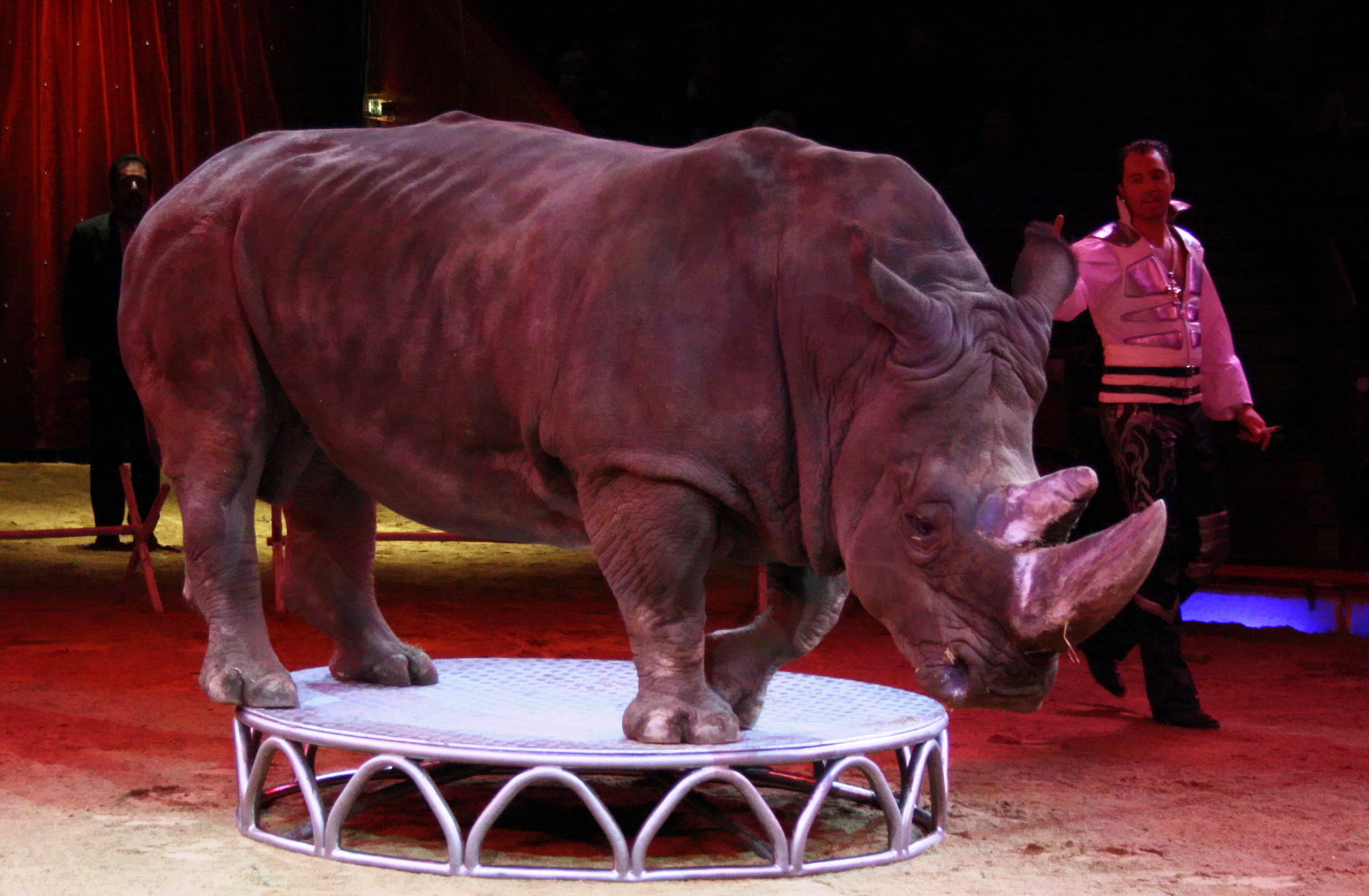
Tsavo mit Martin Lacey Jr. bei Circus Krone

Tsavo (* ca. 1975 im Hluhluwe-Umfolozi-Park, Südafrika; † 5. März 2019 in München) war ein männliches Breitmaulnashorn, das ab 1978 in deutschen Zirkussen lebte.

## Leben
Tsavo wurde im südafrikanischen Hluhluwe-iMfolozi-Park geboren. Am 9. Mai 1978 kam er zu Wolfgang Delfts in Windhuk in Namibia und anschließend am 9. Juni 1978 nach Deutschland in den Tierpark von Schloss Krechting. Von dort wechselte Tsavo am 1. August 1978 in den Circus Barum, wo er von namhaften Tiertrainern wie Charles Knie, Sacha Houcke Jr., Gerd Koch, Sandro Montez und Ignat Ignatov vorgeführt und auch stehend geritten wurde. Nachdem der Circus Barum im Oktober 2008 den Spielbetrieb eingestellt hatte, wurde Tsavo vom Circus Krone übernommen und von Martin Lacey Jr. betreut. Hier erhielt er den Spitznamen Big Boy. Sein Wagen, zuletzt mit der Barum-Nr. 45, zog mit ihm um.
Tsavo starb am 5. März 2019 im Alter von ca. 45 Jahren.